# Bad Girls (álbum de Mónica Naranjo)
Bad Girls es el quinto álbum de estudio y el primer álbum en inglés de la artista española Mónica Naranjo. Se grabó en 2001 y se lanzó a través de Epic Records (Sony) el 11 de noviembre de 2002.
El álbum está marcado como un álbum promocional, no se considera un CD oficial de la discografía de Mónica y ya no está disponible. De este CD, se vendieron únicamente 50,000 copias limitadas.

## Grabación y antecedentes
El álbum es la versión en inglés de su álbum gemelo Chicas malas (2001). Originalmente se planeó lanzarlo en enero de 2002,
meses después del lanzamiento de Chicas Malas, más tarde, la fecha se trasladó a septiembre de 2002, 
finalmente el álbum fue lanzado el 11 de noviembre de 2002.
Este CD se vendió solo en España (como un regalo para sus fanes) a través de su sitio web,
y en Grecia, el álbum estaba listo para ser lanzado en Estados Unidos y Europa, pero el lanzamiento fue cancelado.
El radio remix de Steelworks de I Ain't Gonna Cry fue lanzado como el primer y único sencillo del álbum.
Cinco años después de que se grabó, el álbum finalmente se lanzó en los Estados Unidos el 9 de mayo de 2006.
Aunque se grabaron las versiones en inglés de las baladas De Qué Me Sirve Ya (Let the Love Begin) y Lágrimas de Escarcha (You You Say You Love Me), para ser un álbum más bailable y comercial, ninguna de las canciones se incluyó en la lista final de canciones del álbum, pero permanecieron inéditas hasta 2005, cuando ambas canciones fueron lanzadas a través de su sitio web. En 2003 la artista intentó recuperar el proyecto con actuaciones en la Gala Drag de Las Palmas en febrero, En junio en el orgullo de Madrid 2003, y en agosto su última actuación antes de retirarse hasta 2005, Freedom Torremolinos.

## Historia de un proyecto malogrado
La gestación:
Este disco nació de la llamada que hizo a la cantante el por entonces directivo jefe de la Sony Music: Tommy Mottola (que había quedado fascinado con Minage) para encontrarse con ella en su despacho de NY donde le propuso la creación de un disco en inglés con el que lanzarla al mercado internacional; Mónica aceptó esa oportunidad única pero poniendo una condición: la creación también de una versión en español del citado disco para su público ya consolidado de lengua hispana; exigencia que Mottola aceptó y enseguida puso a colaborar en el proyecto a músicos y letristas de lo más renombrado del panorama musical del momento. 
La grabación del doble disco:
Todas las letras de las canciones fueron creadas en inglés y después versionadas al español para hacer Chicas Malas. Así en los créditos de las canciones de Chicas Malas además de los autores de las letras en inglés después aparecen los nombres de quienes adaptaron la letra al español, por ejemplo en No voy a llorar: Adaptación de Manny Benito.  También es perceptible este hecho en que algunas canciones pierden calidad respecto a la original en inglés; de nuevo como ejemplo No voy a llorar que carece de las rimas y la gracia que tiene I ain’t gonna cry. Se versionaron todas menos Ain’t It better like this que se incluyó en Chicas Malas tal cual en inglés ante la imposibilidad de hacer una adaptación que no desvirtuara tan curiosa letra.  
La promoción que nunca llegó:
La estrategia de promoción de este "doble disco" fue finalmente casi un desastre total en tanto en cuanto el objetivo final que era el lanzamiento internacional de la artista nunca llegó a producirse. 
Primero se decidió lanzar Chicas Malas en 2001 en el mercado hispano con un apoyo raquítico por parte de la discográfica (ya que el fuerte de la inversión se pensó para la posterior promoción del disco en inglés); el problema llegó a la hora del lanzamiento de Bad Girls al coincidir éste con un momento de gran reestructuración y crisis de la discográfica (obligada a  reducir millones de dólares en sus presupuestos destinados a nuevos artistas debido a la merma de ganancias por el comienzo del boom de la piratería, de la indemnización millonaria a Michael Jackson etc.); pero el principal problema será sin duda que Mottola, el mecenas de Mónica y verdadero valedor de este disco dejó de ser jefe de la Sony, entonces se decidió que el lanzamiento comenzaría por Europa desde la central de Sony Music Europe en París cuyo personal también afectado por cambios de porsonal por la reestructuración de la empresa decidió dar prioridad a otros trabajos dejando Bad Girls en espera indefinidamente... para nunca llegar a ser lanzado verdaderamente (salvo vía internet para sus fans españoles y un tímido tanteo por algunos países de Europa). 
Las canciones:
La canción elegida para ser el primer sencillo del disco fue “I ain’t gonna cry”, para cuya promoción se rodó un espléndido videoclip magistralmente dirigido por Vincent Egret y rodado en Córcega en 2002; y un excelente remix para acompañarlo “Steelworks Mix Radio Edit”. 
Después, como segundo sencillo en Europa y primer sencillo en América y a nivel ya mundial se lanzaría “Ain’t It better like this”, de una letra provocadora y un sonido fresco y novedoso de la mano de un productor y compositor de moda por entonces, Gregg Alexander. 
También se debatió si el álbum incluiría el tema “Shake the house” producido por Emilio Estefan y con el que Mónica representaba a España en el disco creado por Sony para el mundial de fútbol de Corea/Japón 2002; finalmente no se pudo incluir en Bad Girls.
Una diferencia importante entre Chicas Malas y Bad Girls es que se cambiarán dos canciones tipo balada por dos remixes de las dos canciones en inglés de su anterior disco Minage: Enamorada (Sub-Urban Remix) e If you leave me now (Rawling Mix); quedando fuera: “Let the love begin” (De que me sirve ya) e “If you say you love me” (Lágrimas de escarcha) con el objetivo de darle un toque más comercial.
Bad Girls, el disco repudiado por Mónica Naranjo:
La consecuencia de este mal logrado proyecto fue profundo en Mónica (siempre muy crítica con la industria discográfica, entre otras cosas por las amenazas que sufrió de entrar en pleitos contra ella si no seguía la agenda a rajatabla de trabajo cuando estaba en el hospital junto a su hermano ingresado). La frustración la llevó al autoexilio del mundo de la música durante largos años; que empezaron a hacer sospechar que sería una retirada total de la profesión.
Finalmente no fue así y Mónica retomó su carrera pero de manera muy distinta, solo para hacer lo que a ella le gusta sin permitir la intromisión ni exigencias de discográficas sobre su obra (creó para ello Alaia Productions) permitiéndose así una evolución y creatividad de otra manera imposible. Así alumbró Tarántula y otros trabajos posteriormente.
Mónica suele hablar de “Bad Girls” como “una pérdida de tiempo” condenando esas canciones a estar fuera de sus habituales repertorios sobre los escenarios.
Videoclips:
Aunque en teoría solo hay un videoclip, el oficial ya citado de I ain’t gonna cry obra de Vicent Egret, en la práctica existen varios más. 
Los videoclips de I ain’t gonna cry y No voy a llorar obras de Juan Marrero, en los que aparece Mónica con un inesperado look de pelo corto y rubio. Siendo éste el único video utilizado en la promoción de Chicas Malas.  A los directivos de Sony no les convenció ni el look ni el vídeo y encargarán por tanto la realización de un nuevo video (el primeramente mencionado vídeo de Vicent Egret)
Juan Marrero también fue el director de los videoclip de Bad Girls y Chicas Malas, aunque nunca llegaron a utilizarse en la promoción de Chicas Malas, aun cuando la canción Chicas Malas fue primer sencillo del disco (se rumoreó que fue debido a que no fue del gusto de Mónica).
Durante la planificación de la promoción de Bad Girls también se habló de la realización de videoclip para Ain’t It better like this y Shake the house sin que llegaran a materializarse.

## Lista de canciones
| Bad Girls — Edición estándar |                                                 |                                                                     |                    |          |  |
| N.º                          | Título                                          | Escritor(es)                                                        | Versión en español | Duración |  |
| 1.                           | «I Ain't Gonna Cry» (Steelworks Mix Radio Edit) | Mónica Naranjo · Cliff Masterson · John Reid                        |                    | 3:59     |  |
| 2.                           | «Ain't It Better Like This» (Edit version)      | Gregg Alexander                                                     |                    | 3:52     |  |
| 3.                           | «I Don't Wanna Take This»                       | Mónica Naranjo · Anna Gotti · Bruno Zucchetti · Giulia Fasolino     | "No Puedo Seguir"  | 4:28     |  |
| 4.                           | «What About Love»                               | Louis Biancaniello · Sam Watters                                    | "Sacrificio"       | 4:20     |  |
| 5.                           | «Bad Girls»                                     | Mónica Naranjo · Anna Gotti · Bruno Zucchetti · Giulia Fasolino     | "Chicas Malas"     | 3:55     |  |
| 6.                           | «If You Leave Me Now» (Rawling Mix)             | Mónica Naranjo · Cristóbal Sansano · Graham Stack · John Reid       |                    | 3:25     |  |
| 7.                           | «I Live For You»                                | Chris Eaton · Chris Rodríguez                                       | "Yo Vivo en Ti"    | 4:22     |  |
| 8.                           | «Love Found Me»                                 | Diane Warren                                                        | "No Cambies Nunca" | 4:40     |  |
| 9.                           | «Enamorada» (Sub-Urban Mix)                     | Frank Musker · Matteo Saggese · Richard Darbyshire · Walter Turbitt |                    | 4:16     |  |
| 10.                          | «I'll Never Run»                                | Mónica Naranjo · Bruno Zucchetti · Giulia Fasolino                  | "Libérame"         | 4:58     |  |
| 11.                          | «Hot Line» (English Version)                    | Mónica Naranjo · Cristóbal Sansano · John Reid                      | "Hot Line"         | 4:45     |  |
| 12.                          | «I Ain't Gonna Cry»                             | Mónica Naranjo · Cliff Masterson · John Reid                        | "No Voy a Llorar"  | 4:24     |  |
| 13.                          | «Bad Girls» (N.Y. Remix)                        | Mónica Naranjo · Anna Gotti · Bruno Zucchetti · Giulia Fasolino     |                    | 3:47     |  |
| 55:15                        |                                                 |                                                                     |                    |          |  |

| Bad Girls — Bonus CD (Remixes and Special DJ Session) |                                                                        |          |  |
| N.º                                                   | Título                                                                 | Duración |  |
| 14.                                                   | «What About Love» (Corky Mix)                                          | 3:26     |  |
| 15.                                                   | «If You Leave Me Now» (DJ Tombah Energy Single Mix)                    | 3:42     |  |
| 16.                                                   | «Enamorada» (Gypsy English Version Remix)                              | 4:11     |  |
| 17.                                                   | «Ain't It Better Like This» (Rapino Carrera Club Mix)                  | 4:51     |  |
| 18.                                                   | «Chicas Malas» (Ferrero/Del Moral Single Remix)                        | 4:10     |  |
| 19.                                                   | «I Ain't Gonna Cry» (LA Fabrique du Son Weekend Edit Remix)            | 4:30     |  |
| 20.                                                   | «I Don't Wanna Take This» (Ferrero & Del Moral English Batucada Remix) | 4:20     |  |
| 21.                                                   | «Weekend Dj Session by Ferrero/Del Moral & Mónica Naranjo»             | 34:15    |  |

## Créditos
Créditos adaptados de AllMusic.
| - Tracie Ackerman - Background vocals - Gregg Alexander – Producer, Vocal Programming - Robert Band – Assistant, Assistant Engineer - Luis Barbería – Background vocals - Gary Barlow – Musician, Programming - Manny Benito – Adaptation - Louis Biancaniello – Composer, Engineer, Keyboards, Mixing, Producer, Programming - Marc Blanes – Digital Editing, Engineer - Rich E. Blaze – Producer, Programming - Jamie Bridges – Assistant - Dario Caglioni – Digital Editing, Engineer - Natalia Calderón – Background vocals - Cesare Chiodo – Bass - Ben Coombs – Assistant Engineer - Ian Cooper – Mastering - Emanuela Cortese – Background vocals - Sheilah Cuffy – Background vocals - Stefano de Maco – Background vocals - Fausto Demetrio – Assistant Engineer - Giulia Fasolino – Producer, Background vocals - Gina Foster – Background vocals - Maurizio Frabrizio – Classical guitar, Orchestra Director - Steven Garcia – Assistant Engineer - Alfredo Golino – Drums, Producer - Juan Gonzalez – Digital Editing, Engineer - Ramon Gonzalez – Congas - Mary Griffin – Background vocals - Isobel Griffiths – Orchestra Contractor - Khris Kellow – Producer, Programming | - Eliot Kennedy – Musician, Programming - Tim Lever – Musician - Wally Lopez – Remixing - James Loughrey – Engineer, Mixing - Mario Lucy – Engineer, Mixing - Roberto Maccagno – Digital Editing, Engineer - Manuel Machado – Trumpet, Vocals (Background) - Avril Mackintosh – Digital Editing, Engineer, Vocal Engineer - David Massey – A&R - Paul Meehan – Producer - Segundo Mijares – Saxophone - Gary Miller – Guitar, Keyboards, Mixing, Producer, Programming, Remixing - Jordi Mora – Assistant Engineer - Pablo del Moral – Remixing - Mónica Naranjo – Director, Primary Artist, Vocals (Background) - Ali Olmo – Background vocals - Mike Percy – Musician - Brian Rawling – Producer - John Reid – Background vocals - Chris Rodríguez – Spanish Guitar - Annie Roseberry – A&R - Cristóbal Sansano – Director, Executive Producer - Graham Stack – Producer - Joan Trayter – Mixing - Diane Warren – Executive Producer - Sam Watters – Engineer, Mixing, Producer, Background vocals - Tim Woodcock – Musician, Programming - Gavyn Wright – Orchestra Leader - Bruno Zuchetti – Arranger, Keyboards, Producer, Programming |

## Lanzamiento
| Country        | Date                    | Format      | Label    |
| -------------- | ----------------------- | ----------- | -------- |
| España         | 11 de noviembre de 2002 | CD          | Epic     |
| Grecia         | 24 de febrero de 2003   | CD / Casete | Epic     |
| Estados Unidos | 9 de mayo de 2006       | CD          | Sony BMG |
| Reino Unido    | 26 de mayo de 2006      | CD          | Sony BMG |